# 찐주이다이
찐주이다이(베트남어: Trịnh Duy Đại / 鄭惟岱 정유대, ? ~ 1517년)는 대월 후 레 왕조의 대신이다.

## 생애
청화부(淸化府) 수춘현(壽春縣) 사람으로, 후 레 왕조의 개국공신인 찐칵푹(鄭克復)의 후예이다. 레 위목제 때 호부상서(戶部尙書)가 되었다.
1509년, 레 양익제가 위목제를 폐하고 제위를 찬탈하였다. 찐주이다이는 양익제를 지지하여 그 공으로 문군공(文郡公)에 봉해졌다.
1516년, 찐주이다이의 동생 찐주이산이 양익제를 죽이고 레꽝찌를 옹립하였다. 안화후(安和侯) 응우옌호앙주가 보제진(菩提津)에서 거병하여 탕롱을 위협하며 찐주이산이 양익제를 시해한 죄를 토벌하겠다고 하였다. 3일 후, 찐주이다이는 레꽝찌를 협박하여 서도(西都)로 데리고 왔고, 찐주이산은 탕롱에서 따로 레 소종을 옹립하였다. 오래지 않아 찐주이다이는 서도에서 레꽝찌와 그의 두 동생을 죽였다.
쩐까오의 난이 평정된 뒤 응우옌호앙주와 영흥후(永興侯) 찐뚜이는 함께 탕롱에 주둔하였다. 그러나 두 사람 사이에 틈이 생기자 찐주이다이와 평군공(平郡公) 응우옌반르(阮文慮)는 함께 궁중에 들어가 두 사람이 화해하도록 할 것을 소종에게 주청하였다. 그러나 응우옌반르가 돌연 소매 속에서 밀조를 꺼내어 찐주이다이와 찐뚜이가 모반하였다고 아뢰었다. 찐주이다이는 현장에서 체포된 뒤 우도독(右都督) 레익쑤엇(黎益齣)과 함께 참수당했고, 그 머리가 철산백(鐵山伯) 쩐쩐의 군영 바깥에 내걸렸다. 이후 응우옌호앙주가 병사를 내어 찐뚜이를 탕롱에서 쫓아냈다.